# Sistema anti bloccaggio

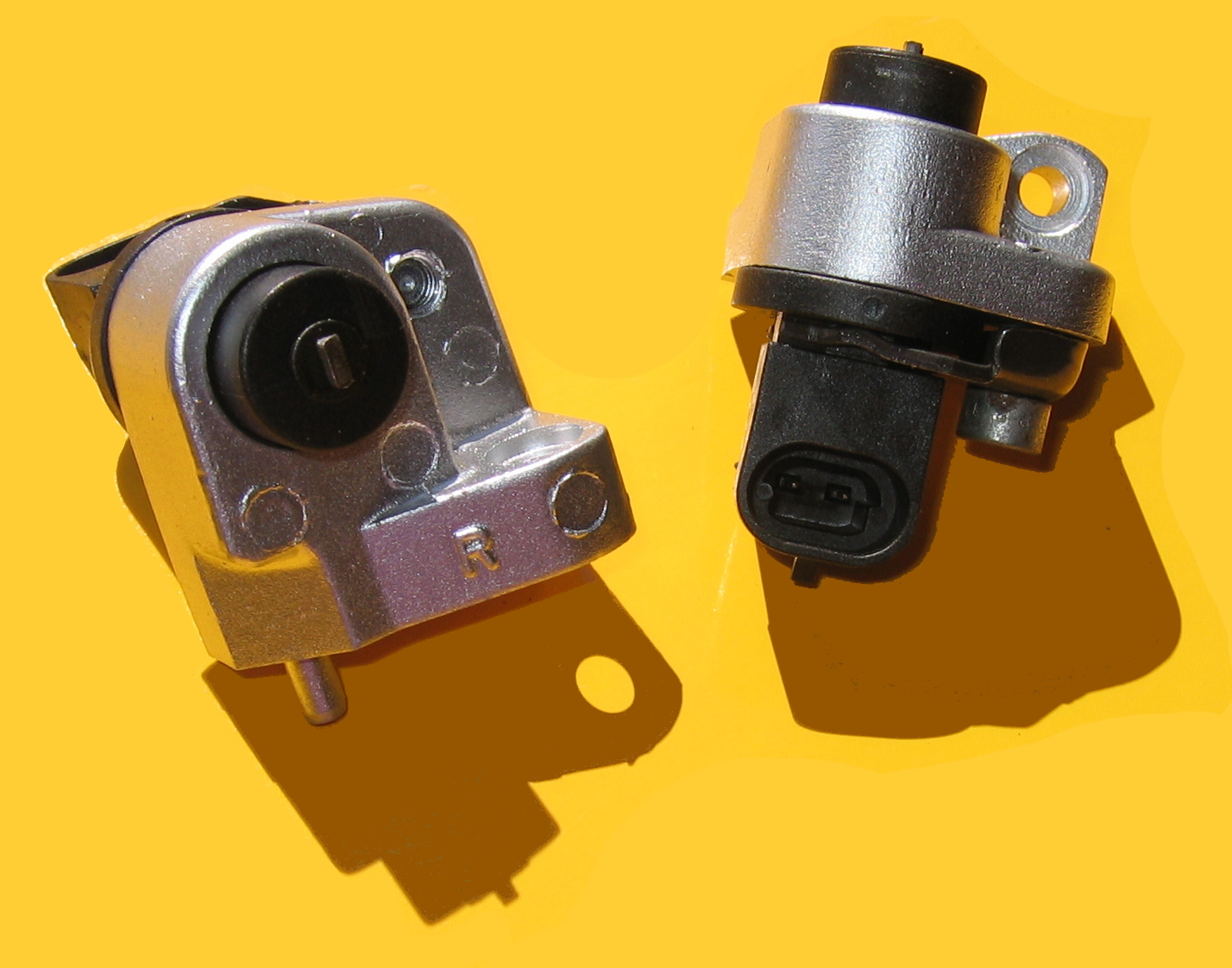
Sensore di un sistema anti bloccaggio automobilistico.

Il sistema anti bloccaggio, meglio noto con l'acronimo ABS (anti-lock braking system), evoluzione del precedente sistema "anti-slittamento" (antiskid system), è un'unità di controllo elettronico o sistema integrato di sicurezza che evita il bloccaggio delle ruote dei veicoli garantendone la guidabilità durante le frenate.
È talvolta integrato con i sistemi di frenata assistita.

## Storia
La nascita del moderno ABS per autovetture (il cui sviluppo era incominciato sin nei primi decenni del XX secolo) viene datata al 1974 ed è attribuibile all'azienda automobilistica svedese Volvo che proprio quell'anno lo introdusse nel mercato automobilistico ed era inizialmente (prima della grande distribuzione) anche la produttrice di tale sistema, che poi venne ufficialmente commercializzato a livello globale dalla Bosch a partire dal 1978, ed a questo sistema fanno fede tutti i sistemi anti-bloccaggio moderni.

Vent'anni prima (1958), fu sviluppato e brevettato dai Road Research Laboratories da parte della Dunlop in Gran Bretagna il Maxaret e adottato su berline sportive, come Jensen FF nel 1966, sull'auto da corsa Ferguson P99 e sul Ford Zodiac sperimentale a trazione integrale, rappresentando il primo vero sistema anti-bloccaggio (anti-slittamento) ampiamente utilizzato, che si diffuse a livello aeronautico (riducendo le distanze d'arresto del 30%) e automobilistico.

Durante la metà del '900 tuttavia i sistemi anti-bloccaggio (anti-slittamento) erano molto diffusi e spesso inaffidabili. Molto era il fermento dietro il loro sviluppo da parte di molti costruttori: nel 1965 la Bosch propose un sistema elettronico di anti-bloccaggio, che prevedeva la riduzione della capacità sterzante del mezzo per evitare l'alleggerimento delle ruote, fenomeno che avrebbe portato al bloccaggio, mentre il primo moderno sistema ABS completamente computerizzato vede la luce alla fine degli anni '60 con il Concorde.
Andando ancora più a ritroso con gli anni si possono trovare numerosi sistemi e più semplici per la regolazione della frenata soprattutto in campo aeronautico. La prima automobile italiana a essere dotata di questo sistema fu nel 1984 la Lancia Thema, mentre nel 1988 è la BMW serie K la prima moto ad adottarlo. Da allora lo sviluppo dell'ABS ha portato a una continua diminuzione del peso e del costo di produzione, permettendo la sua adozione su automobili sempre più piccole ed economiche fino ad arrivare anche su moto e scooter. Inoltre a esso sono stati integrati nuovi sistemi di sicurezza come il servofreno, l'EBD (Ripartitore elettronico di frenata), l'ASR (Controllo elettronico della trazione) e l'ESP (Controllo elettronico della stabilità). Per quanto riguarda gli autocarri pesanti, nel 1971 la Fiat ha creato un sistema antibloccaggio elettronico con rilevatore su singola ruota, installato nei camion polivalenti Fiat 619N1.
Nel 2004 questo sistema divenne un equipaggiamento obbligatorio per gli autoveicoli, mentre dal 2016, sotto imposizione UE questo sistema deve essere obbligatorio su tutti i mezzi oltre 125 cm³, integrato con EBD, mentre per gli scooter sotto questa cilindrata e tutti i ciclomotori sarà previsto un sistema CBS (frenata integrale).
Nel 2019 venne prodotto il primo sistema di ABS per E-Bike, che vide l'applicazione sui relativi mezzi ad uso dell'Esercito e Polizia di stato

## Funzionamento

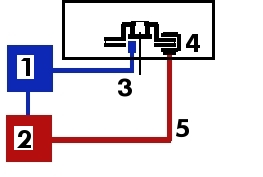
Schema di funzionamento del sistema ABS.
1: centralina elettronica
2: pompa idraulica
3: trasduttore di posizione angolare
4: freno.
5: circuito idraulico.

Dalla sua immissione sul mercato fino a oggi, l'ABS si è evoluto e diversificato, divenendo un sistema complesso e caratterizzato dai vari produttori. Il funzionamento basilare però, fatte le dovute considerazioni, è rimasto lo stesso.
Su ogni ruota del veicolo è posto un Encoder (trasduttore di posizione angolare), formato da un trasduttore e da una ruota fonica, che è costituita da una ruota dentata simile ad un ingranaggio che gira con la ruota del veicolo ed un sensore di prossimità induttivo fisso che rileva il passaggio dei denti di suddetta ruota.
La centralina elettronica, contando il numero di denti che passano in una data unità di tempo, calcola la velocità di rotazione della ruota e se rileva che una o più ruote sono bloccate in fase di frenata comanda la pompa idraulica in modo da diminuire la forza di frenata, in pratica esegue la stessa azione che compirebbe il guidatore rilasciando il pedale del freno.
Da notare che l'ABS è un sistema unidirezionale, esso infatti esegue solo un'azione di rilascio dei freni mentre la forza di chiusura di essi deve essere fornita dal guidatore tramite il pedale del freno.
In una frenata di emergenza il guidatore deve premere il pedale il più forte possibile senza preoccuparsi di bloccare le ruote, visto che è la centralina a diminuire tale forza fino al limite di tenuta del veicolo, inoltre è consigliabile che il conducente prema la frizione per ottimizzare la ripartizione della frenata ed evitare che il freno del motore sulle ruote motrici influenzi l'intervento della centralina dell'ABS e degli altri sistemi di controllo. In più, se l'automobile rallenta eccessivamente a frizione non premuta, il motore potrebbe spegnersi provocando di conseguenza lo spegnimento del servofreno, rendendo la frenata più difficoltosa.
Fondamentale per l'ottimizzazione del funzionamento è la presenza dell'EBD (ripartitore elettronico della frenata), infatti con esso può essere trasferita forza frenante tra un asse e l'altro riuscendo così a sfruttare tutta l'aderenza che le ruote riescono a fornire e che normalmente è assai diversa tra avantreno e retrotreno.

Oggi, come già detto, tale sistema si è evoluto con alcune migliorie, dove si è passati dalle 3 correzioni di frenata al secondo dei primi sistemi alle 15 degli attuali, inoltre i più recenti sistemi sono stati resi bidirezionali riuscendo così a serrare un freno oltre che rilasciarlo, ciò ha permesso un miglioramento delle funzionalità e l'integrazione con altri sistemi di sicurezza come ad esempio la frenata di emergenza assistita.
Tale funzione dell'ABS permette di aumentare automaticamente la forza di frenata, diminuendo così lo spazio di arresto del veicolo, nel caso in cui il pedale sia premuto con una velocità e una forza tale da far presagire una situazione di pericolo.
Lo slittamento non è pattinamento: nel primo fenomeno la ruota, essendo bloccata, non gira ovvero scivola; nel secondo la ruota gira a vuoto (aderenza del battistrada del pneumatico insufficiente).

## Reazioni del veicolo

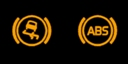
La spia luminosa dell'ABS (destra) è di norma spenta.

Quando entra in funzione il sistema ABS il conducente avverte delle vibrazioni provenire dal comando del freno, causate dalla variazione della pressione del fluido nel circuito frenante. Molti incidenti sono causati da persone che, sentendo il pedale vibrare, si spaventano e rilasciano il freno non completando la frenata. Per ovviare al problema alcune autovetture sono dotate di un sistema frenante che comprende l'assistente di frenata di emergenza (o di panico), che è meccanico per vetture dotate di ABS, elettronico per vetture dotate di ESP. In caso di una brusca e veloce frenata ma con bassa pressione (senza il raggiungimento della pressione di bloccaggio) l'assistente di frenata di emergenza si occupa di aumentare la pressione e costringere la vettura ad una frenata in ABS, raggiungendo così la massima decelerazione anche se il conducente non preme a fondo il pedale.
Durante la frenata parte del carico si trasferisce sull'asse anteriore (cabraggio) che si abbassa e la forza verticale sulle ruote aumenta notevolmente: durante la frenata in ABS lo sterzo trema ed è consigliabile tenerlo saldamente con due mani.
La spia luminosa dell'ABS si accende all'avvio (assieme a tutte le altre: ESP, liquido freni/freno di stazionamento, motore, airbag, livello olio motore, etc..) per effettuare il check del sistema, per poi spegnersi se il check è stato superato con successo. Anche durante una frenata in ABS la spia resta spenta. Se la spia ABS resta accesa o si accende durante la marcia, allora l'ABS è in avaria: è necessario recarsi in officina per un controllo perché in caso di brusca frenata le ruote potrebbero bloccarsi. Di norma la spia dell'ABS ha un colore rosso vivo. Attenzione: se una vettura è dotata anche di ASR o ESP (che comprende ASR ed ABS), allora tali spie sono solitamente giallo/ocra. Normalmente sono spente, ma lampeggiano durante l'intervento ASR e/o ESP. Se invece restano fisse segnalano un'avaria degli impianti o la disattivazione volontaria degli stessi da parte dell'utente.

## Benefici

### Mantenimento della guidabilità
Un veicolo è capace di girare sterzando le ruote grazie alla forza di attrito radente statico che agisce tra esse e l'asfalto. L'attrito radente statico, detto comunemente ma erroneamente anche "aderenza", è presente solo durante il rotolamento delle ruote sull'asfalto. L'ABS, dunque, non permettendo il blocco delle ruote in frenata, evita che il veicolo "scivoli" sull'asfalto: viene mantenuta così la forza di attrito radente statico agente tra pneumatici e asfalto e quindi la capacità sterzante del veicolo anche durante le frenate di emergenza.

L'ABS è dunque capace di evitare, entro i limiti della fisica, improvvisi comportamenti sovrasterzanti (per esempio testacoda dovuti al bloccaggio delle ruote posteriori) e sottosterzanti (per esempio dovuti al bloccaggio delle ruote anteriori). Questo significa che durante una frenata di panico in ABS il guidatore ha la possibilità di evitare eventuali ostacoli. In assenza di ABS invece, le ruote raggiungerebbero il bloccaggio facendo decadere la forza di attrito radente statico: il veicolo tenderebbe così a mantenere la direzione precedente al bloccaggio, senza possibilità di intervento correttivo da parte del guidatore.

### Accorciamento spazi di frenata
Un secondo beneficio derivante da un sistema anti bloccaggio delle ruote è l'accorciamento dello spazio necessario per fermare un veicolo in caso di emergenza. Infatti la forza che lo pneumatico può sviluppare al suolo dipende da una grandezza tipicamente chiamata scorrimento (o slip):
{\displaystyle s=(v(t)-\omega (t)R)/v(t)}
dove {\displaystyle v(t)} è la velocità del veicolo, {\displaystyle \omega (t)} è la velocità angolare della ruota ed {\displaystyle R} il suo raggio.
Il valore massimo non si ottiene per {\displaystyle s=1} (condizione in cui le ruote sono bloccate, vedere le "magic formula" del prof. Pacejka), dunque la frenata ottima non è quella con ruote bloccate. Il valore di slittamento per cui la forza di interazione è massima è tipicamente compreso tra {\displaystyle 0.05} e {\displaystyle 0.15} e dipende da fondo stradale e tipo di pneumatico. Il sistema ABS agisce evitando il bloccaggio degli pneumatici e tentando di restare proprio in questo range di slittamento. Al contrario, in caso di bloccaggio si ha un consumo ed un surriscaldamento anomalo degli pneumatici, che durante il bloccaggio sono chiamati a dissipare l'energia del veicolo, compito che tipicamente viene svolto invece dai dischi freno.
Esistono comunque dei limiti a questo beneficio, in particolare in presenza di neve fresca. L'accumulo di neve davanti alle ruote durante le frenate senza ABS permette al veicolo una decelerazione maggiore; inoltre il bordo di entrata dell'impronta, strisciando, pulisce la strada portando ad un aumento dell'attrito sviluppato dal resto dell'impronta.
Il miglioramento inoltre non è assoluto: la miglior frenata (detta "best drive") di un guidatore molto esperto è leggermente migliore di una frenata dell'ABS. Il sistema però trova la propria efficacia nel ripetere sempre la frenata "quasi ottima", laddove la frenata ottima di un pilota esperto è un evento non costante e spesso casuale (per esempio, su 10 frenate solo, forse, una sarà leggermente migliore rispetto all'ABS mentre tutte le altre saranno sensibilmente peggiori).

## Svantaggi
Il sistema ABS a seconda della sua sensibilità, capacità d'intervento e integrazione con gli altri controlli elettronici, può più o meno incorrere in problemi di varia natura.

### Veicoli dinamicamente instabili
I primi sistemi ABS hanno campionamenti limitati della velocità angolare delle ruote e reazioni brusche, questo non ha grandi ripercussioni sui veicoli a 3 o più ruote, ma su motocicli, specialmente in condizioni particolari, la sua utilità può venire meno, in special modo in curva, portando ad allargare la curva e invadere la corsia opposta o non riuscire ad evitare la caduta, in particolar modo se non integrato con un sistema per il controllo della stabilità.

### Terreni particolari
L'ABS non ha svantaggi nell'utilizzo su asfalto, asciutto o bagnato, rispetto ad un impianto che ne è privo. In linea teorica con una frenata in ABS su terreni a media aderenza e non compatti, come fango, neve, terra battuta o simili non si raggiunge la massima decelerazione possibile. Infatti su questi terreni si ha una frenata più efficace quando la ruota si blocca e accumula materiale (fango, neve, terra) davanti ad essa, producendo un effetto di attrito meccanico notevole. Lo svantaggio di una ruota bloccata è la perdita di capacità direzionale. Per tali motivi su tali superfici l'ABS è più insensibile garantendo una frenata dotata sia di buona decelerazione che capacità direzionale della vettura.

#### Descrizione

situazione di frenata su strada con aderenza non omogenea

L'ABS, in una frenata su fondo a scarsa aderenza non compatto, impedirà il bloccaggio della ruota, allungando, di fatto, gli spazi di frenata e nel caso ci sia un terreno con un fondo con un'aderenza non omogenea (strade con neve solo da una parte o con chiazze di ghiaccio), si può rischiare di perdere la direzionalità del veicolo, portandolo ad un testacoda, questo perché se vengono azionate solo le ruote di un lato della vettura perché sull'altro lato le ruote non hanno aderenza, si ha una coppia di forze che porta alla rotazione del mezzo, questa situazione è del tutto analoga ai sistemi sprovvisti di ABS, ma in quest'ultimo caso la coppia di forze è data dal bloccaggio di una delle due ruote, quindi l'unico sistema che può evitare la generazione di questa coppia di forze è l'ESP.

L'ABS, infatti, consente alla vettura di fermarsi sfruttando il massimo dell'aderenza che il terreno è in grado di offrire impedendo al limite il bloccaggio delle ruote (è per questo che, comunque, la frenata su asfalto bagnato è più lunga che non sull'asfalto asciutto, perché l'asfalto bagnato ha minore aderenza) e per questo motivo che con i terreni a scarsa aderenza è sempre buona norma mantenere un'andatura moderata con un'attenzione al di sopra della norma.

I moderni sistemi ABS sono in grado di "interpretare" il tipo di fondo su cui si marcia, tarando l'intervento dell'impianto in funzione dell'aderenza (l'aderenza si può misurare leggendo la tendenza della ruota a slittare al comando dell'acceleratore).

#### Soluzioni
Alcune vetture, soprattutto fuoristrada, consentono di escludere l'ABS: in questo caso si accende una spia sul quadro strumenti che segnala l'assenza del dispositivo.
Per consentire alcuni usi particolari di alcuni motoveicoli, dove viene previsto nell'uso in supermotard o simili è possibile disattivare l'ABS o disattivarlo solo al retrotreno.
Per i mezzi che devono percorrere manti stradali dissimili è stato studiato l'ABS Adaptive, che si adatta ai vari terreni, modificando la sua azione in base all'interpretazione delle reazioni del mezzo ai comandi del guidatore, identificando di conseguenza il tipo di terreno.
Per i motoveicoli che presentano il problema dell'inclinazione del veicolo, l'ABS può essere affiancato alla piattaforma inerziale (Diventando ABS Cornering) che permette di rilevare l'inclinazione del mezzo e permette di azionare energicamente il freno senza che questo rischi il bloccaggio (cosa non sempre evitabile con il semplice ABS) o che il mezzo per azione del freno si raddrizzi e perda la traiettoria. Questa soluzione è nata originariamente per le autovetture per migliorare ulteriormente la sicurezza dell'ABS in fase di svolta del veicolo.